# Nicoletta Parodi
Nicoletta Parodi, all'anagrafe Maria Nicoletta Parodi (Genova, 9 ottobre 1920 – Beirut, 2013), è stata un'attrice italiana degli anni quaranta.

## Biografia
Nasce a Genova, figlia di Alberto, dirigente bancario e di Maria Antonietta Levreri.  Si appassiona al cinema sin da piccola, quando frequenta settimanalmente un cinema per ragazzi. Vista questa sua passione, uno zio la sprona a tentare l'ingresso nel mondo cinematografico. Ciò accade quando, al termine dei suoi studi ginnasiali, la famiglia si trasferisce a Roma dove lei, ancora giovanissima, viene accolta, su segnalazione dell'Istituto Luce, ai corsi del Centro Sperimentale di Cinematografia, conseguendo il Diploma nel 1940. Grazie anche al suo fisico minuto ed alla delicata bellezza bionda ottiene quasi subito delle parti, anche se di secondo piano. Il suo esordio avviene con L'arcidiavolo.
Successivamente lavora, sempre in una parte secondaria, nel dramma pseudo storico La fanciulla di Portici, dove, nel ruolo di una giovane popolana ingannata e tradita, realizza quella che è ritenuta la sua migliore interpretazione. Dopo questi inizi, sembra che l'anno successivo, il 1941, la sua carriera cominci a decollare quando viene scelta da D'Errico come coprotagonista nel film La compagnia della teppa, nel quale viene inserita al fianco dell'affermata e notissima María Denis. In quello stesso anno lavora in alcune altre pellicole, tra cui una con Macario, mentre in un ritratto dedicatole a luglio dalla rivista Lo schermo, nell'ambito di un articolo relativo alle giovani attrici emergenti del periodo, viene elogiata quale «soldato scelto della milizia del cinema, con mani da aristocratica, profilo di cammeo e passo nobile».
Negli anni successivi, come molti protagonisti del cinema italiano di quel periodo, vive il difficile passaggio da pellicole comico-brillanti (Il birichino di papà), ancora inserite nel filone dei "telefoni bianchi", ad altre drammatiche e considerate antesignane del neorealismo come I bambini ci guardano di De Sica. In seguito, il precipitare della situazione dovuta alla guerra ed il collasso del Paese intervengono pesantemente sulle sue prospettive di carriera cinematografica, così come per molti attori ed attrici del tempo.
Nel 1946 incontra un principe di Beirut, Edmond Toubia, che sposa l'anno successivo. Questo comporta il suo trasferimento in Libano ed il definitivo abbandono del mondo dello spettacolo. Nicoletta Parodi era la sorella maggiore di Lelia, anche lei diplomatasi attrice al Centro Sperimentale nel 1941, poi attiva nel cinema italiano con il nome d'arte di Lia Corelli fino al 1952, prima di ritirarsi, anche in questo caso a seguito di matrimonio con lo sceneggiatore e regista Ivo Perilli.

## Filmografia

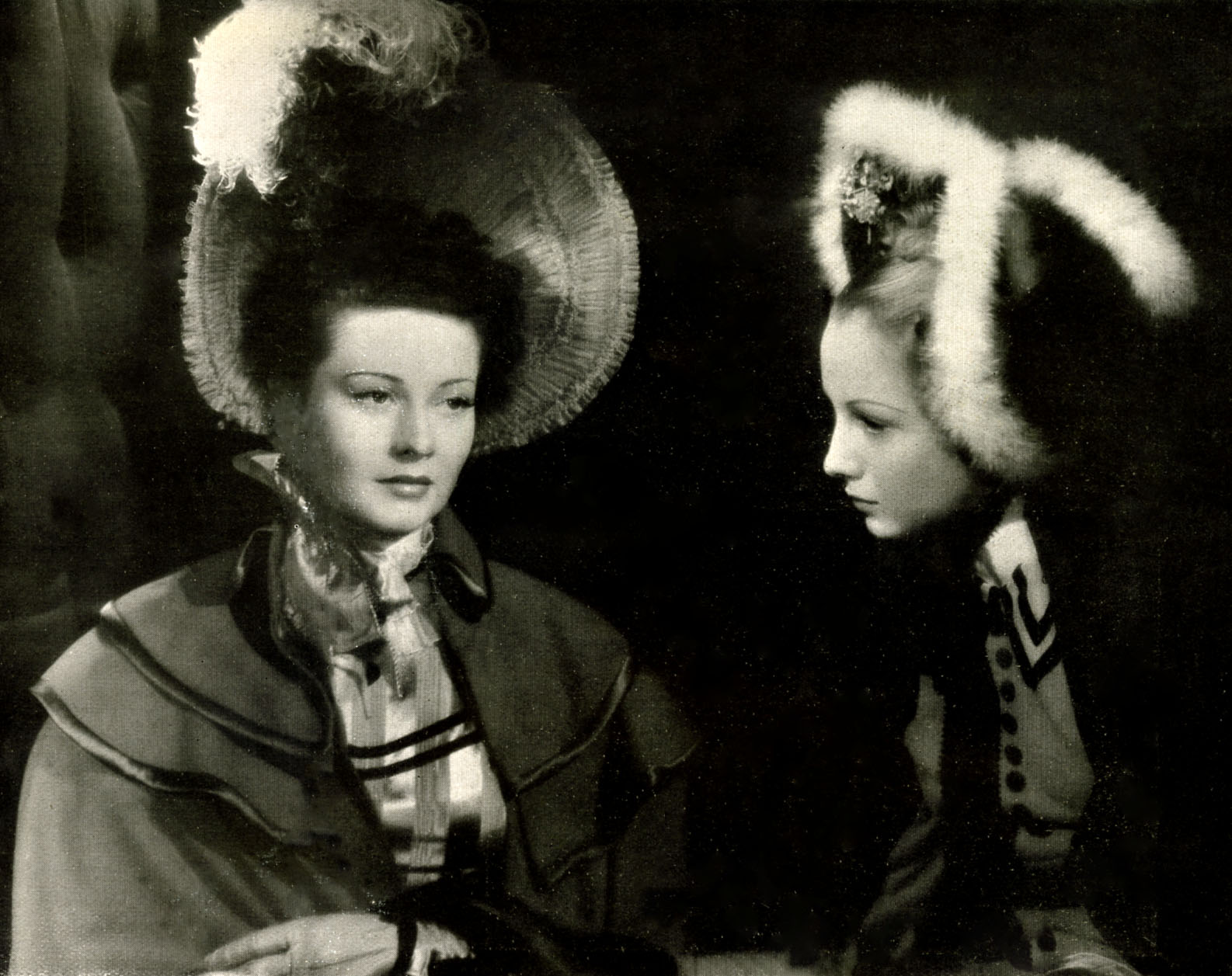
Maria Denis e Nicoletta Parodi in La compagnia della teppa

- L'arcidiavolo, regia di Tony Frenguelli (1940)
- La fanciulla di Portici, regia di Mario Bonnard (1940)
- Il pozzo dei miracoli, regia di Gennaro Righelli (1941)
- La compagnia della teppa, regia di Corrado D'Errico (1941)
- Leggenda della primavera, regia di Giorgio Walter Chili (1941)
- Brivido, regia di Giacomo Gentilomo (1941)
- Il vagabondo, regia di Carlo Borghesio (1941)
- Don Giovanni, regia di Dino Falconi (1942)
- Il birichino di papà, regia di Raffaello Matarazzo (1943)
- La storia di una capinera, regia di Gennaro Righelli (1943)
- I bambini ci guardano, regia di Vittorio De Sica (1944)